# Weidong
Der Stadtbezirk Weidong (chinesisch 衛東區 / 卫东区, Pinyin Wèidōng Qū) gehört zum Verwaltungsgebiet der bezirksfreien Stadt Pingdingshan in der chinesischen Provinz Henan. Er hat eine Fläche von 103 km² und zählt 321.700 Einwohner (Stand: Ende 2018).

## Administrative Gliederung
Auf Gemeindeebene setzt sich der Stadtbezirk aus zehn Straßenvierteln und einer Gemeinde zusammen. 